# Carlo Fugazza
Carlo Fugazza (Milano, 4 novembre 1951) è un karateka e maestro di karate italiano, uno dei maestri di karate tradizionale italiani più titolati ed importanti.
Inizia nel 1968 la pratica del karate (Shotokan) e la sua dedizione e bravura in questa disciplina lo portano ad ottenere la cintura nera solamente un anno dopo. Fugazza è allenato direttamente dal maestro Hiroshi Shirai, uno dei migliori esponenti del karate al mondo. Dopo appena 4 anni di pratica, nel 1971, diventa istruttore e nel 1975 Maestro.
Altri importanti traguardi sono il raggiungimento, nel 1986, del 6º dan, nel 1996 del 7º dan e nel 2012 dell'8º dan che tuttora conserva.
A livello agonistico può vantare importantissimi titoli sia come atleta sia come allenatore.
Ai Campionati del mondo di karate del 1973, disputati a Tokyo, ottiene 2 medaglie di argento nel kata e nel kumite.  Due anni dopo, ai mondiali di Los Angeles del 1975, conquista altri due secondi posti nelle specialità di kata individuale e a squadre.
Dopo i numerosi successi come atleta, diviene allenatore della nazionale maschile di kata della FITAK.
Nella Coppa del Mondo disputatasi a Budapest, Ungheria, nel 1984 in qualità di atleta e allenatore conquista l'argento nel kata a squadre con Dario Marchini e Christian Gonzales y Herrera.
Nel 1990 ha coronato la sua carriera da allenatore portando la squadra maschile di kata FITAK alla vittoria del campionato del mondo WUKO, classificandosi davanti ai nipponici per la prima volta nella storia.
Nel 1991 ritorna ad allenarsi con il maestro Shirai iscrivendosi alla FIKTA, ricongiungendosi al suo insegnante originario.
Anche qui gli verrà assegnato il ruolo di allenatore della squadra nazionale di kata  che manterrà fino al 1996.
Tuttora è arbitro nazionale e docente del corso istruttori/maestri, fa parte della commissione tecnica nazionale della FIKTA e allena un ristretto gruppo di cinture nere 3º- 4º- 5º dan a Milano. Annualmente tiene uno stage che attira praticanti di karate da tutta la Lombardia e non solo.
Recentemente ha subito un intervento chirurgico all'anca per via di problemi alla cartilagine.
È un insegnante dell'ISI (Istituto Shotokan Italia - Ente Morale -).